# Sis dies de Milwaukee
Els Sis dies de Milwaukee era una cursa de ciclisme en pista, de la modalitat de sis dies, que es corria a Milwaukee (Estats Units d'Amèrica). La seva primera edició data del 1932 i es va disputar fins al 1942 amb nou edicions. Gustav Kilian, William Peden i Heinz Vopel, amb tres victòries, són els ciclistes que més vegades l'han guanyat.

## Palmarès
| Any      | Primers                                   | Segons                                      | Tercers                                           |
| -------- | ----------------------------------------- | ------------------------------------------- | ------------------------------------------------- |
| 1932 (1) | Godfrey Parrott · William Peden           | Albert Smessaert · Xavier Van Slembroeck    | Jules Audy · Maurice Declerck                     |
| 1932 (2) | Gus Rys · William Peden                   | Alfred Crossley · Bernhard Stübecke         | Godfrey Parrott · Lew Elder                       |
| 1933     | No disputats                              |                                             |                                                   |
| 1934 (1) | Fred Ottevaire · Xavier Van Slembroeck    | Bobby Thomas · Reginald McNamara            | Alfred Crossley · Freddy Zäch                     |
| 1934 (2) | Henri Lepage · William Peden · Jules Audy | Gustav Kilian · Werner Miethe · Heinz Vopel | Anthony Beckman · Mike Defilippo · Charles Winter |
| 1935     | No disputats                              |                                             |                                                   |
| 1936     | Gustav Kilian · Heinz Vopel               | Jimmy Walthour · Alfred Crossley            | Jules Audy · William Peden                        |
| 1937     | Gustav Kilian · Heinz Vopel               | Charles Winter · Fred Ottevaire             | Jules Audy · Tino Reboli                          |
| 1938     | Jimmy Walthour · Alfred Crossley          | Willi Korsmeier · Heinz Vopel               | Cecil Yates · Fred Ottevaire                      |
| 1939     | Gustav Kilian · Heinz Vopel               | Jimmy Walthour · Alfred Crossley            | Henry O'Brien · Fred Ottevaire                    |
| 1940-41  | No disputats                              |                                             |                                                   |
| 1942     | Cecil Yates · Jules Audy                  | Douglas Peden · William Peden               | Jerry Rodman · Angelo De Bacco                    |